# Matchless Mountain
Matchless Mountain är ett berg i Antarktis. Det ligger i Östantarktis. Nya Zeeland gör anspråk på området. Toppen på Matchless Mountain är 1 140 meter över havet, eller 336 meter över den omgivande terrängen. Bredden vid basen är 2,4 km.
Terrängen runt Matchless Mountain är huvudsakligen kuperad, men västerut är den platt. Matchless Mountain ligger uppe på en höjd som går i nord-sydlig riktning. Trakten är obefolkad. Det finns inga samhällen i närheten. 